# Maidenhead Railway Bridge

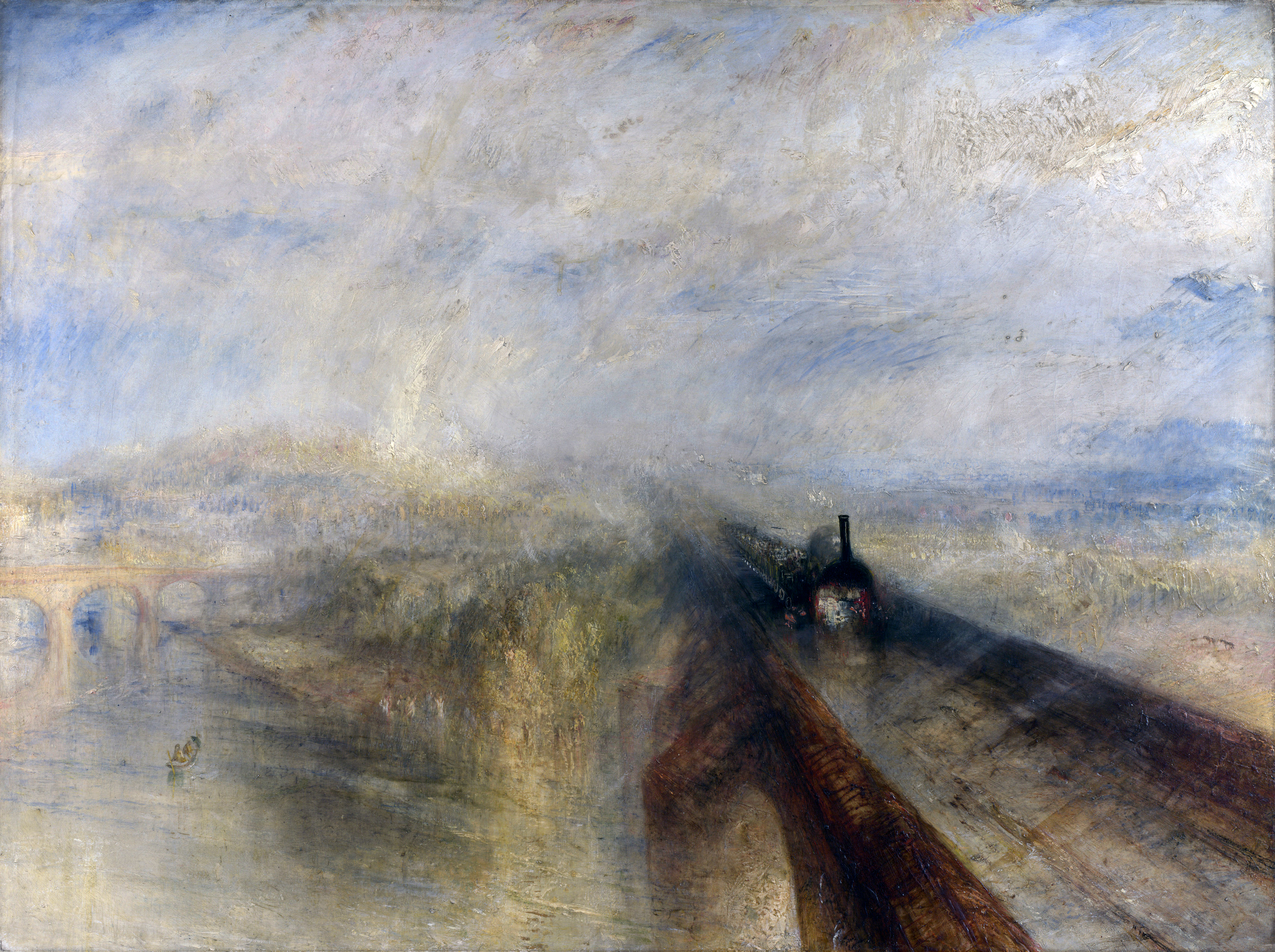
Pont ferroviaire de Maidenhead représenté par Turner dans un tableau de 1844, Pluie, Vapeur et Vitesse - Le Grand Chemin de fer de l'Ouest.

Le Maidenhead Railway Bridge (Maidenhead Viaduct, The Sounding Arch, en français pont (aussi viaduc) de Maidenhead) est un pont ferroviaire en Angleterre permettant à la Great Western Main Line (GWML) de franchir la Tamise entre la ville de Maidenhead (Berkshire) et le village Taplow (Buckinghamshire). Il traverse le fleuve sur le tronçon Maidenhead-Bray.  
L'ouvrage est une structure composée de deux grands arcs en larges briques rouges contrefortés par deux plus petits arcs terrestres. 
Le pont de Maidenhead a été conçu par Isambard Kingdom Brunel, ingénieur en mécanique et génie civil à la Great Western Railway Company, et a été achevé en 1838 mais n'a été mis en service que le 1er juillet 1839. Pendant sa construction, les arches novatrices de la structure, de faible hauteur, ont suscité de nombreuses critiques et controverses quant à leur prétendu manque de stabilité. En conséquence, l'échafaudage des arches a été laissé en place jusqu'à sa destruction lors d'un violent orage à la fin de 1839, mais les arches sont restées en place, confirmant ainsi le dessein de Brunel. En 1861, une voie à double écartement a été installée sur toute la structure, permettant ainsi aux services à écartement large et à écartement standard de la traverser. À la fin des années 1890, le pont fut élargi de part et d'autre pour permettre à la structure de disposer de quatre voies à écartement standard, tâche confiée à l'ingénieur des travaux publics Sir John Foler, qui attachait une grande importance à la préservation du design et de l'apparence d'origine. 
Aujourd'hui, le pont de Maidenhead constitue un carrefour clé le long de la section est de la ligne principale Great Western, permettant aux trains de rejoindre le terminal de la ligne dans la capitale, la gare de London Paddington. Au cours des années 2010, les voies ont été équipées de lignes aériennes et d'infrastructures associées afin de permettre à la traction électrique de circuler sur la ligne. Le pont de Maidenhead figure sur le tableau Rain, Steam and Speed - The Great Western Railway (Pluie, Vapeur et Vitesse), peint par Turner en 1844 et maintenant exposé à la National Gallery à Londres. 
En juillet 2012, le pont ferroviaire de Maidenhead a été classé comme monument de catégorie I en raison de son importance historique. À ce jour, les arches de la structure restent les plus surbaissées jamais construites. 

## Situation ferroviaire
Le Maidenhead Railway Bridge permet à la Great Western Main Line de franchir la Tamise entre la gare de Taplow (en), au point millaire 22,50, et la gare de Maidenhead (en), au point millaire 24,25.

## Histoire

### Contexte
Au cours des années 1830, le célèbre ingénieur en mécanique et génie civil Isambard Kingdom Brunel élabora un projet pour une voie ferrée longue de 190 km alignée est-ouest entre les villes de Londres et de Bristol. La ligne, connue sous le nom de Great Western Railway, mettrait en exergue une attention particulière au maintien d'un sol plat ou de pentes douces ne dépassant pas 1 pour 1 000 sur la majorité du parcours. Un passage clé du chemin de fer envisagé a eu lieu entre Maidenhead (Berkshire) et Taplow (Buckinghamshire), où la ligne traverserait la Tamise ; Brunel lui-même s'est chargé de la conception de cette structure,. 
La construction d'un pont sur la Tamise à cet endroit devait prévoir les autorisations nécessaires à la navigation afin de ne pas entraver indûment la navigation fluviale traditionnelle.Toutefois, cette exigence de dégagement, associée au souhait de Brunel de maintenir une pente douce de 1 pour 1 320 pour les lignes de chemin de fer, a compliqué la conception du pont. Il y avait une forte aversion pour tout compromis sur la pente qui avait été établie pour l'ensemble du trajet car il pensait que cela affecterait négativement le confort des passagers et la vitesse maximale des trains qui auraient autrement pu être évités. 
Le premier plan conçu par Brunel pour la traversée de la rivière envisageait la construction d'un viaduc à trois arches sur le site. Cependant, il a par la suite choisi de se défaire de ce premier concept au profit du projet ultérieurement construit et encore utilisé aujourd'hui. Selon l'auteur Paul Clements, le design choisi par Brunel s'inspirait directement d'expériences antérieures menées par son père, Marc Brunel, en 1832, financées à l'époque par Isambard. Brunel a utilisé les principes du calcul dans la conception des arcs semi-elliptiques critiques du pont, qui supportaient la structure. Comme pour la conception des autres grands ponts construits le long de la ligne, Brunel a réussi à réduire les forces agissant sur la maçonnerie en adoptant des murs et des vides longitudinaux intérieurs qui ont permis d'alléger la superstructure au-dessus des arches et de réduire le poids total du pont. 
Tel que conçu, le pont traverse le fleuve sur un pont soutenu par deux arcs elliptiques en briques qui, au moment de leur construction, étaient les plus larges et les plus plates du monde,. Chaque arc a une portée de 39 mètres, combinée à une hauteur de seulement sept mètres. La planéité des arches avait été jugée nécessaire pour éviter de créer une "bosse" surélevée sur le toit du pont, ce qui aurait été contraire à la conception des premières locomotives de Brunel et à sa pratique consistant à maximiser l'économie de fonctionnement en construisant des lignes avec des gradients plats ou très doux (localement 1 pour 1 320, ce qui représente moins de 0,1 %), ce qui a eu pour avantage de réduire les coûts de fonctionnement des trains,,.

### Construction
Le 31 août 1835, le Parlement adopte la loi relative au Great Western Railway Act autorisant la construction de la ligne. Les travaux de construction commencent l'année suivante. L'ingénieur résident qui a supervisé la construction du pont de Maidenhead était John Wallis Hammond, tandis que William Chadick était nommé contractant pour la construction de la structure. 
Tel que construit à l'origine, le pont de Maidenhead possédait une longueur de 235 mètres et une largeur de 9,1 mètres. C'était visuellement symétrique par rapport à la jetée centrale de la rivière, qui a été fondée au sommet d'une petite île existante située à peu près à mi-chemin dans la rivière. Les deux arches principales ont une forme semi-elliptique, chacune ayant une portée de 39 mètres et une très faible hauteur de 7,4 mètres. Les viaducs d'approche comportent quatre arches à tête arrondie ; les petites arches les plus proches de la rive ont une portée de 6,4 mètres, tandis que les six arches adjacentes ont une portée de 8,5 mètres chacune. Les élévations sont identiques et ont des pilastres doriques positionnés entre la rivière et les arches et les parapets en corniches, tandis que le pont comprenait une série de dalles de pierre. 
Les arches novatrices au-dessus de la Tamise ont fait l'objet de vives controverses quant à leur stabilité ou à leur absence présumée. Lors de la construction du pont, le centrage en bois utilisé pour la construction des arches a été atténué ; sur l'arc oriental, les trois anneaux de maçonnerie les plus bas ont commencé à se déposer, se séparant du corps de la voûte sur une section comprise entre 7,6 et 9,1 mètres. Les critiques tenaient à ce que ce soit la preuve que la conception des arches était défectueuse. Cependant, il a rapidement été établi que le problème était dû au fait que le mortier n'avait pas complètement durci et qu'il semblait également pire sur les allèges que dans la partie médiane située sous les arches. En juillet 1838, William Chadick, l'entrepreneur, a reconnu sa responsabilité dans cet événement. 
Des travaux de réparation ont été effectués avant que le centrage ne soit de nouveau atténué en octobre 1838. Le centrage a ensuite été laissé en place pendant l'hiver. Selon l'auteur E.T. MacDermot, alors que le pont était presque terminé, le conseil d'administration du Great Western Railway, eux-mêmes, doutait que les arches puissent résister sous le poids des trains qui passeraient. Le coffrage en bois utilisé pour construire les arches est resté en place. Cependant, Brunel a décidé d'abaisser légèrement ce coffrage afin de ne produire aucun effet structurel, mais tout en donnant l'impression qu'il était toujours en place et soutenait donc le pont. Plus tard, ce coffrage a été emporté lors d'importantes inondations, mais le pont est resté debout sans effets néfastes. À la lumière de cet événement, la force des arches a finalement été acceptée et la conception de Brunel a été justifiée,.

### Vie opérationnelle
Tel que construit et mis en service le 1er juillet 1839, le pont de Maidenhead traverse le fleuve, supportant deux voies, initialement de 2,140 mm d'écartement. En 1861, une voie à double écartement est installée sur la structure, permettant ainsi la circulation des trains en écartement large ou normal. Par la suite, le pont est élargi pour accueillir plus de trafic ; actuellement, le tablier supporte quatre lignes de voies à l'écartement standard qui composent la ligne principale Great Western (GML). 
Au cours des décennies, le trafic à destination et en provenance de Londres augmente énormément. En 1861, des travaux sont effectués pour installer des voies mixte sur tout le trajet reliant Londres à Bristol, permettant ainsi une circulation à voie normale de traverser la structure. En prévision de la conversion finale à l'écartement standard, qui est réalisée entre 1890 et 1892, le pont est élargi de chaque côté pour permettre le passage de quatre voies d'écartement standard. Ces travaux sont effectués sous la supervision de l'ingénieur civil Sir John Fowler, et la largeur du pont est augmentée de 9,1 m à 17,45 m. Toutefois, l'agrandissement est entrepris avec bienveillance, l'apparence extérieure du pont restant pratiquement inchangée. Pour éviter tout tassement différentiel entre l'ancien et le nouveau tronçon, les fondations des piles sont approfondies et recouvertes d'un treillis de bois d'œuvre avant d'être remplies de béton. 
En 1950, la moitié ouest du pont est classée en catégorie II * ; en avril 1985, la moitié orientale reçoit également le même niveau d'inscription. En juillet 2012, le ministère de la Culture, des Médias et des Sports ramène le pont ferroviaire de Maidenhead au statut de site de Grade I à l'issue d'une consultation avec l'organisme public indépendant English Heritage,,. 
Le prochain développement de Crossrail verra l'électrification aérienne longtemps retardée de la ligne Great Western entre Paddington et Maidenhead ou Reading. À un moment donné, pour accueillir les activités de construction dans la région, il était prévu de créer un dépôt temporaire juste à côté du pont de Maidenhead, dans le Guards Club Park, du côté Berkshire du pont. Cependant, cette décision a par la suite été annulée et un tel site n'a pas été créé, bien que le pont lui-même ait subi quelques modifications afin de permettre l'installation ultérieure d'équipements de lignes aériennes et d'infrastructures associées.